# Novo Basquete Brasil
Novo Basquete Brasil (conocido también por su sigla NBB) es el campeonato que organiza la Liga Nacional de Baloncesto (en portugués: Liga Nacional de Basquete), con el sello de la Confederación Brasileña de Baloncesto, en sustitución de la vieja Liga Brasileña de Baloncesto.

## Historia
Tras los inconvenientes en la Liga Brasileña de Baloncesto 2006, donde hubo un conflicto entre equipos y algunos participaron en otra competencia paralela, la CBB en conjunto con los clubes decidieron crear el Novo Basquete Brasil, una liga gestionada por los propios clubes.
El Novo Basquete Brasil fue creado por la NLB en 2008, presentado ese mismo año y al siguiente fue su primera edición.
La primera edición inició el 23 de enero del 2009. Esta primera edición contó con quince participantes, de los cuales siete habían participado en la última edición de la Liga Brasileña de Baloncesto. Ellos fueron Flamengo, Saldanha da Gama, Cetaf, Minas Tênis, Univates, Joinville y Universo de Brasilia.
Tras veintiocho jornadas, ocho participantes clasificaron a los play-offs, los cuales se jugaron, exceptuando a la final, al mejor de tres. En junio de ese mismo año, Flamengo y Universo se vieron las caras en la final. En la Arena Multiuso de Río, el 28 de junio se consagró el Flamengo como primer campeón de la competencia.
La competencia cambió de formato para la siguiente temporada, tomando como base la Liga Nacional de Básquet de Argentina, el campeonato, luego de la fase regular, contó con una reclasificación y con cuartos de final tras esta. Universo de Brasilia logró su primer título.
En la temporada 2011/12 se instauró el primer sistema de ascensos. Los dos mejores equipos de la Súpercopa Brasileña de Básquet de 2012 ascendieron a la liga. A su vez, también entró otro participante, la Associação de Basquete Cearense, quienes fueron invitados para profundizar el deporte en la zona noreste del país.
En la temporada siguiente se dieron los primeros descensos. Los últimos dos participantes de esa temporada jugaron un cuadrangular contra dos equipos provenientes de la Súpercopa Brasileña de Básquet de 2013, donde los dos mejores jugarían la siguiente temporada del Novo Basquete.
Para el 2014 se instaura la nueva segunda división, bajo el nombre de Liga Ouro de Basquete, en esta participan cuatro instituciones y asegura un ascenso a la NBB.

## Formato
El NBB se juega de acuerdo con las normas vigentes de FIBA y ahora, la competencia tiene dos grandes etapas; la fase regular y los play-offs.
Fase regular
Durante la fase regular los equipos se enfrentan todos contra todos a dos ruedas. Se otorgan dos puntos por victoria y uno en caso de derrota.
Los equipos se ordenan según su cantidad de puntos, y los cuatro primeros se clasifican directamente a los cuartos de final (o Quartas en portugués). Los ocho siguientes se clasifican a la reclasificacion (u Oitavas en portugués).
Lo último pierde la categoría y juega la siguiente temporada en la Liga Ouro.
Segunda fase
Está dividida en cuatro etapas, la reclasificación (u Oitavas), los cuartos de final (o Quartas), las semifinales y la final.
Las etapas son al mejor de cinco juegos. Todas son llaves de eliminación directa.
En la reclasificación, los equipos se ordenan para jugar 5° v 12°, 6° v 11°, 7° v 10° y 8° v 9°. Los ganadores avanzan a los cuartos de final. El ganador entre 5° v 12° juega contra el 4°, el ganador entre 6° v 11° juega contra el 3°, el ganador entre 7° v 10° juega contra el 2° y el ganador entre 8° v 9° juega contra el 1°.
En los cuartos de final tienen ventaja de sede los equipos ubicados del 1.er puesto al 4.º.
Clasificación para copas internacionales
Brasil dispone dos cupos para la Liga de las Américas y tres para la Liga Sudamericana de Clubes.

## Equipos

### Temporada 2018-19
| Equipo                  | Ciudad                                | Pabellón                                           | Capacidad   |
| ----------------------- | ------------------------------------- | -------------------------------------------------- | ----------- |
| Basquete Cearense       | Fortaleza, Ceará                      | Ginásio Municipal Paulo Sarasate Ginásio da UNIFOR | 8200 2200   |
| Sendi/Bauru Basket      | Bauru, São Paulo                      | Ginásio Panela de Pressão                          | 2000        |
| Botafogo                | Río de Janeiro, Río de Janeiro        | Ginásio Oscar Zelaya                               | 720         |
| Universo/Caixa/Brasília | Brasília, Distrito Federal            | Ginásio Nilson Nelson Ginásio da ASCEB             | 16 000 1100 |
| Corinthians             | São Paulo, São Paulo                  | Ginásio Wlamir Marques                             | 7000        |
| Flamengo                | Río de Janeiro, Río de Janeiro        | HSBC Arena                                         | 15 000      |
| Sesi Franca             | Franca, São Paulo                     | Ginásio Pedro Murilla Fuentes                      | 6000        |
| Joinville/AABJ          | Bom Retiro do Sul, Río Grande del Sur | Centreventos Cau Hansen                            |             |
| Life Fitness/Minas      | Belo Horizonte, Minas Gerais          | Arena Juscelino Kubitschek                         | 4000        |
| Mogi das Cruzes/Helbor  | Mogi das Cruzes, São Paulo            | Ginásio Municipal Professor Hugo Ramos             | 5000        |
| Paulistano/Corpore      | São Paulo, São Paulo                  | Ginásio Antônio Prado Junior                       | 1500        |
| Pinheiros               | São Paulo, São Paulo                  | Poliesportivo Henrique Villaboim                   | 824         |
| São José Basketball     | São José dos Campos, São Paulo        | Ginásio Linneu de Moura                            | 1800        |
| Vasco da Gama           | Río de Janeiro, Río de Janeiro        | Ginásio Vasco da Gama                              | 2500        |

Los nombres de los equipos son los que actualmente utilizan ya sea por motivos de patrocinio o cualquier otro motivo.

La capacidad de los estadios fue obtenida de la página oficial de la liga.

### Otros equipos
El siguiente listado incluye equipos que han pasado por la liga o que están en la Liga Ouro.
| Equipo                                 | Ciudad                            | Pabellón                                                            | Capacidad   |
| -------------------------------------- | --------------------------------- | ------------------------------------------------------------------- | ----------- |
| Campo Mourão Basquete                  | Campo Mourão, Paraná              | Ginásio De Esportes JK                                              | 1500        |
| Banrisul Caxias do Sul                 | Caxias do Sul, Río Grande del Sur | Ginásio Vasco da Gama                                               | 850         |
| Liga Sorocabana                        | Sorocaba, São Paulo               | Ginásio Gualberto Moreira                                           | 3000        |
| Macaé Basquete                         | Macaé, Río de Janeiro             | Ginásio Maurício Soares Bittencourt Ginásio do Tênis Clube de Macaé | 6000 3000   |
| Universo/Vitória                       | Salvador, Bahía                   | Ginásio Cajazeiras                                                  | 2060        |
| Araraquara                             | Araraquara, São Paulo             | Ginásio Castelo Branco "Gigantão" Ginásio Clube 22 de agosto        | 5000 1500   |
| Assis Basket                           | Assis, São Paulo                  | Ginásio Jairo Ferreira dos Santos                                   | 5000        |
| Clube Atlético Ubirajá                 | Lajeado, Río Grande del Sur       | Complexo Esportivo Univates                                         | 4000        |
| Espírito Santo Basquetebol             | Vila Velha, Espírito Santo        | Ginásio Municipal João Goulart                                      | 3500        |
| Ginástico                              | Belo Horizonte, Minas Gerais      | Ginásio do Olympico Club Ginásio do Clube Estrela Dalva             | 500 -       |
| Joinville Basquete Associados          | Joinville, Santa Catarina         | Centreventos Cau Hansen                                             | 4000        |
| Lins Basquete/Prefeitura de Lins/ABCEL | Lins, São Paulo                   | Ginásio Municipal de Esportes João Santos Meira                     | 2200        |
| Londrina Basquete Clube                | Londrina, Paraná                  | Ginásio de Esportes Professor Darcy Cortez                          | 8000        |
| Palmeiras                              | São Paulo, São Paulo              | Ginásio Palestra Itália                                             | 1500        |
| Río Claro Basket                       | Río Claro, São Paulo              | Ginásio de Esportes Felipe Karam                                    | 3000        |
| Saldanha da Gama                       | Vitória, Espírito Santo           | Ginásio Wilson Freitas                                              | 2000        |
| São José                               | São José dos Campos, São Paulo    | Ginásio Lineu de Moura                                              | 2620        |
| Sport Club do Recife                   | Recife, Pernambuco                | Ginásio Marcelino Lopes                                             | 2500        |
| Suzano Basquete                        | Suzano, São Paulo                 | Ginásio Paulo Portela                                               | 1500        |
| Tijuca Tênis Clube                     | Tijuca, Río de Janeiro            | Ginásio do Tijuca Tênis Clube                                       | 4000        |
| Unitri/Magazine Luiza                  | Uberlândia, Minas Gerais          | Arena Multiuso Tancredo Neves Ginásio Homero Santos – UTC           | 6000 3500   |
| Universo/Goiânia                       | Goiânia, Goiás                    | Arena Goiânia Ginásio Rio Vermelho                                  | 15 000 6000 |
| Winner Limeira                         | Limeira, São Paulo                | Ginásio Poliesportivo Fortunato Lucato Neto                         | 1800        |

Los nombres de los equipos son los que utilizan o utilizaron ya sea por motivos de patrocinio o cualquier otro motivo.

La capacidad de los estadios fue obtenida de la página oficial de la liga.

## Historial de campeones
| Temporada | Campeón              | Serie   | Subcampeón           | Semifinalistas                                     |
| --------- | -------------------- | ------- | -------------------- | -------------------------------------------------- |
| 2008-09   | Flamengo             | 3 - 2   | UniCEUB/BRB/Brasília | Minas Tênis Clube Joinville                        |
| 2009-10   | UniCEUB/BRB/Brasília | 3 - 2   | Flamengo             | Minas Tênis Clube Vivo/Franca                      |
| 2010-11   | UniCEUB/BRB/Brasília | 3 - 1   | Vivo/Franca          | Pinheiros Flamengo                                 |
| 2011-12   | UniCEUB/BRB/Brasília | 78 - 62 | São José             | Pinheiros Flamengo                                 |
| 2012-13   | Flamengo             | 77 - 70 | Uberlândia           | Paschoalotto/Bauru São José                        |
| 2013-14   | Flamengo             | 78 - 73 | Paulistano/Unimed    | São José/Unimed Mogi das Cruzes                    |
| 2014-15   | Flamengo             | 2 - 0   | Paschoalotto/Bauru   | Mogi das Cruzes Winner Limeira                     |
| 2015-16   | Flamengo             | 3 - 2   | Paschoalotto/Bauru   | Mogi das Cruzes/Helbor UniCEUB/Cartão BRB/Brasília |
| 2016-17   | Bauru                | 3 - 2   | Paulistano           | Vitória Pinheiros                                  |
| 2017-18   | Paulistano           | 3 - 1   | Mogi Das Cruzes      | Flamengo Bauru                                     |
| 2018-19   | Flamengo             | 3 - 2   | Franca               | Mogi das Cruzes Botafogo                           |
| 2020-21   | Flamengo             | 3 - 0   | São Paulo FC         | Minas Tênis Clube Paulistano                       |
| 2021-22   | Franca               | 3 - 1   | Flamengo             | Minas Tênis Clube São Paulo FC                     |
| 2022-23   | Franca               | 3 - 2   | São Paulo FC         | Flamengo Minas Tênis Clube                         |
| 2023-24   | Franca               | 3 - 1   | Flamengo             | Minas Tênis Clube Bauru Basquete                   |

## Títulos por equipo
| Equipo              | Campeonatos | Subcampeonatos | Títulos                                                         |
| ------------------- | ----------- | -------------- | --------------------------------------------------------------- |
| Flamengo            | 7           | 3              | (2008-09, 2012-13, 2013-14, 2014-15, 2015-16, 2018-19, 2020-21) |
| Sesi Franca         | 3           | 2              | (2021-22, 2022-23, 2023-24)                                     |
| Lobos Brasília      | 3           | 1              | (2009-10, 2010-11, 2011-12)                                     |
| Sendi/Bauru Basket  | 1           | 2              | (2016-17)                                                       |
| Paulistano/Corpore  | 1           | 2              | (2017-18)                                                       |
| São Paulo FC        | 0           | 2              |                                                                 |
| Mogi das Cruzes     | 0           | 1              |                                                                 |
| São José Basketball | 0           | 1              |                                                                 |
| Unitri/Uberlândia   | 0           | 1              |                                                                 |